# Hochstift Worms
Le Hochstift Worms était le domaine séculier des évêques de Worms et un état impérial du Saint-Empire romain germanique.

## Histoire duHochstift Worms

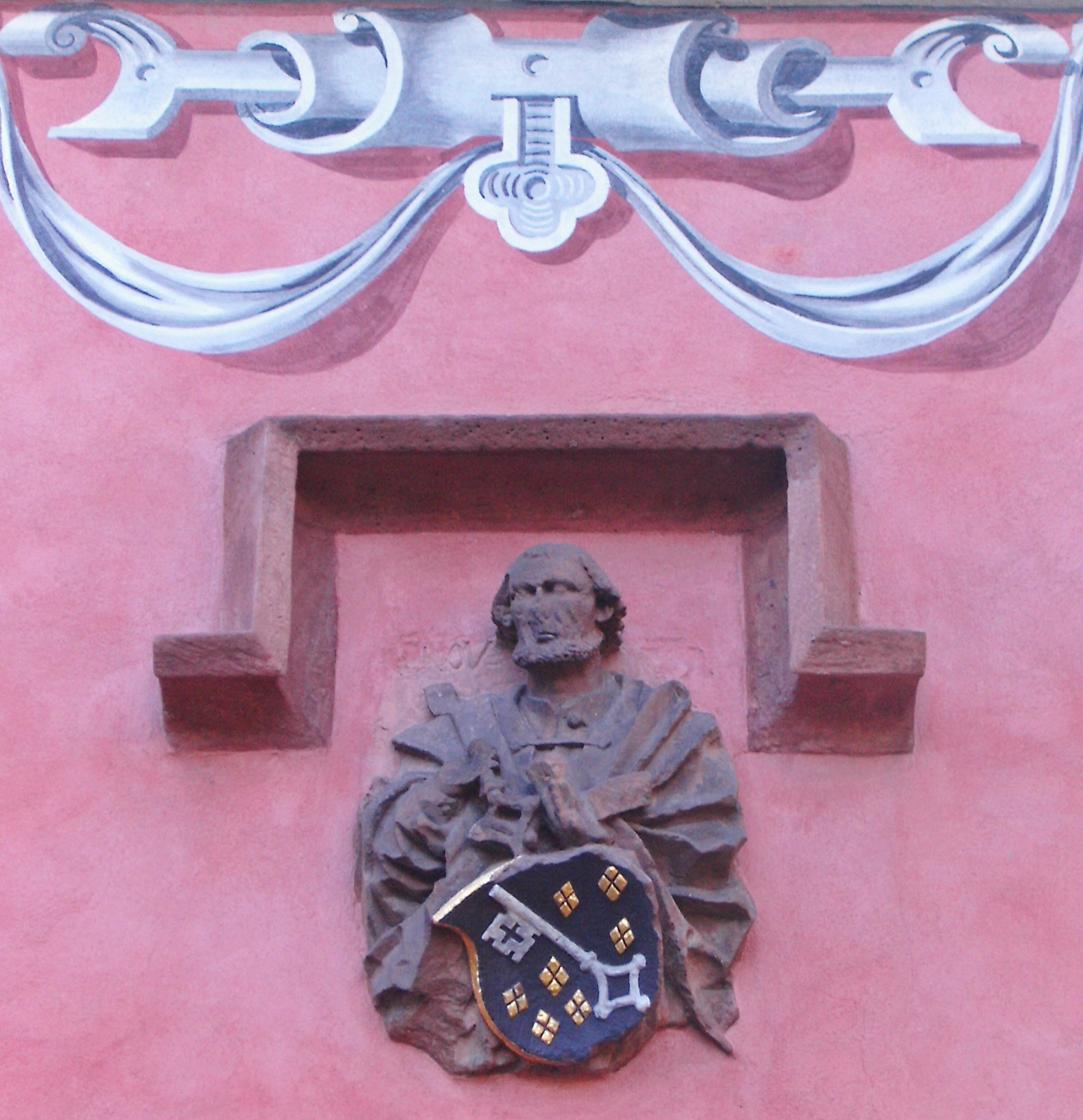
Patron diocésain Saint-Pierre avec les armoiries du diocèse de Worms, à la cour épiscopale de Ladenburg ; le Lobdengau-Museum d'aujourd'hui

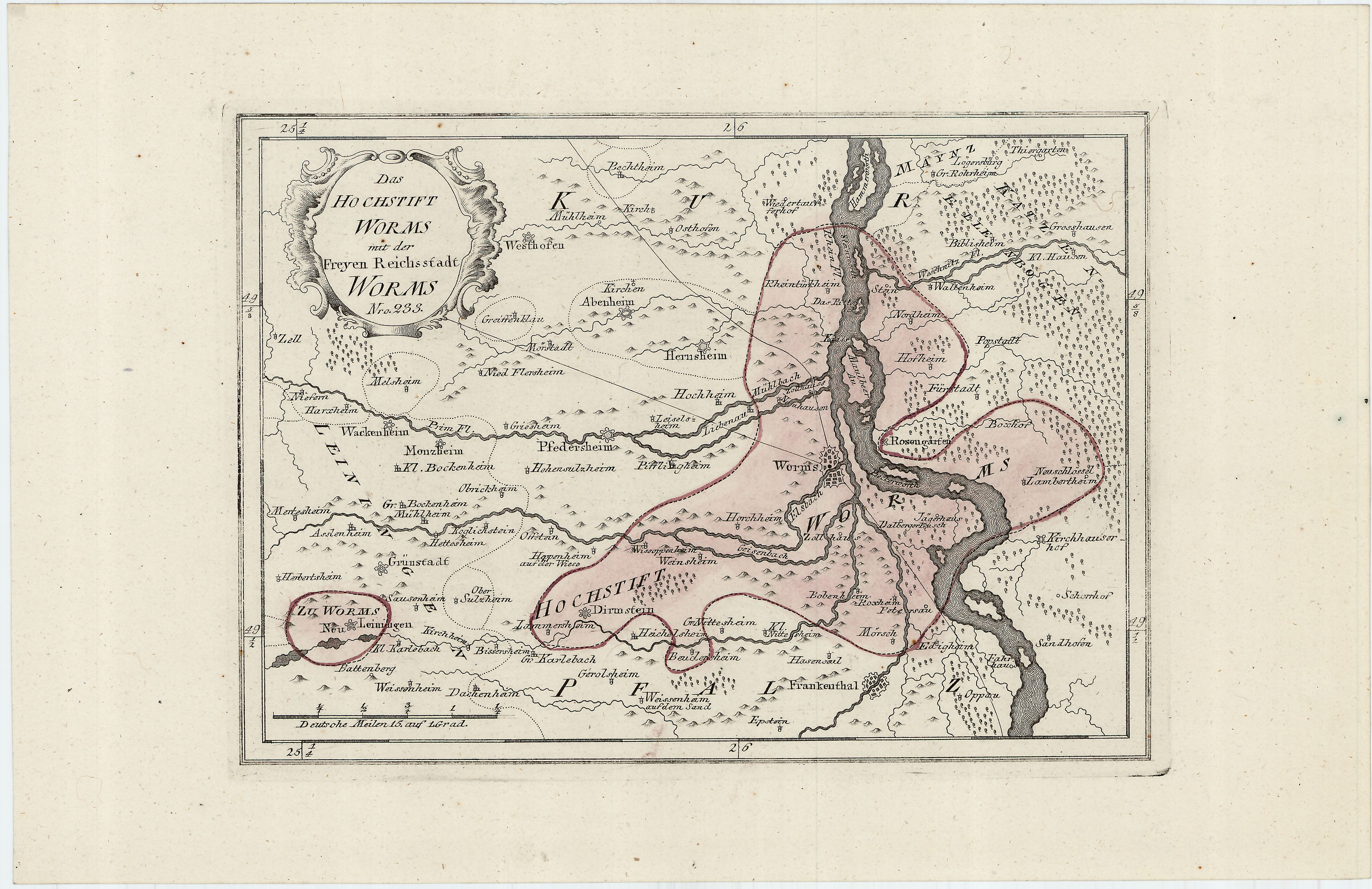
Hochstift Worms avec ville impériale libre de Worms, 1791

Le Vogtei du diocèse de Worms, combiné avec la fonction de burgrave, appartint aux comtes de Sarrebruck jusqu'en 1156 puis passa aux comtes palatins du Rhin. Bien que l'évêque ait eu une grande importance à l'époque des Hohenstaufen, il n'a finalement réussi à acquérir qu'un petit domaine, dont la résidence est devenue Ladenburg en 1400. En tant que prince-évêque, l'évêque de Worms était représenté avec un vote virile (en allemand : Virilstimme) au Conseil impérial des princes. Le territoire du Hochstift, progressivement réduit et constitué uniquement d'enclaves, ne comprenait à partir du XVIIIe siècle que 15 villages sur la rive gauche du Rhin et 3 villages sur la rive droite du Rhin dans la région de Worms. En 1798, les domaines de la rive gauche du Rhin, comptant en dernier lieu huit milles carrés et 20 000 habitants et environ 8 500 florins de revenu annuel, tombèrent aux mains de la France. Les régions de la rive droite du Rhin furent rattachées à Bade et à Hesse-Darmstadt en 1803.

### Propriété dans la région de Mittellahn (Hesse centrale)
Loin de Worms, le Hochstift de la Hesse centrale à l'ancien Lahngau s'était vu attribuer de vastes propriétés par les empereurs. En 993, le gouvernement de tutelle du roi mineur Otto III transféra le monastère de Weilbourg avec les biens et droits associés à l'évêque de Worms Hildibald, chef de la chancellerie royale, en guise de compensation pour le diocèse de Worms dans la région de Worms et dans la forêt du Palatinat, il dut céder au duc salien Otto. Le diocèse de Worms est ainsi devenu un facteur politique dans la région de Mittellahn. Jusqu'à 1002, presque tous les biens de l'abbaye de Weilbourg, y compris la commune de Weilbourg, revinrent au diocèse de Worms. D'autres propriétés étaient concentrées autour de Frankenberg (Hesse), Marbourg, Gladenbach, Haiger et Nassau.

« Unterstützt von den ottonischen Kaisern hatte das Bistum Worms geradezu das Erbe des konradinischen Herrscherhauses in Mittelhessen angetreten, wie aus den ihm zugewandten, großen Reichsgutkomplexen im 10. und 11. Jahrhundert hervorgeht.
König Konrad schenkte z. B. 914 das große Gebiet der ‚Haigerer Kirche‘ an das Walpurgis-Stift in Weilburg. Kaiser Otto III. gab 993 sogar den gesamten Konradinerbesitz an das Domstift Worms.
Soutenu par les empereurs ottoniens, le diocèse de Worms avait pratiquement hérité de la dynastie régnante des Conradin dans la Hesse centrale, comme en témoignent les grands complexes immobiliers impériaux qui lui furent consacrés aux Xe et XIe siècle. Par exemple, en 914, le roi Konrad a fait don de la grande surface de « l'église Haiger » au Walpurgis-Stift à Weilbourg. En 993, l'empereur Otto III céda même l'intégralité de la propriété des Conradiens au Domstift Worms. »

Cependant, les gouverneurs de l'abbaye de Weilbourg, les comtes de Nassau, ont de plus en plus repoussé l'influence du diocèse dans la région de la Mittellahn et dans la région de la Hesse centrale, élargissant et consolidant ainsi leur zone de domination.
En 1294, Adolphe de Nassau, roi d'Allemagne depuis 1292, acquiert par achat le bailliage de Weilbourg avec le Walpurgisstift. Cependant, le patronage paroissial est resté avec l'évêque de Worms.

### Répartition des pays
Au XVIIIe siècle, le pays était divisé en quatre Ämter, également appelés caves officielles : Lampertheim, Horchheim, Dirmstein et Neuleiningen, auxquels s'ajoute l'Amt de Neuhausen,.

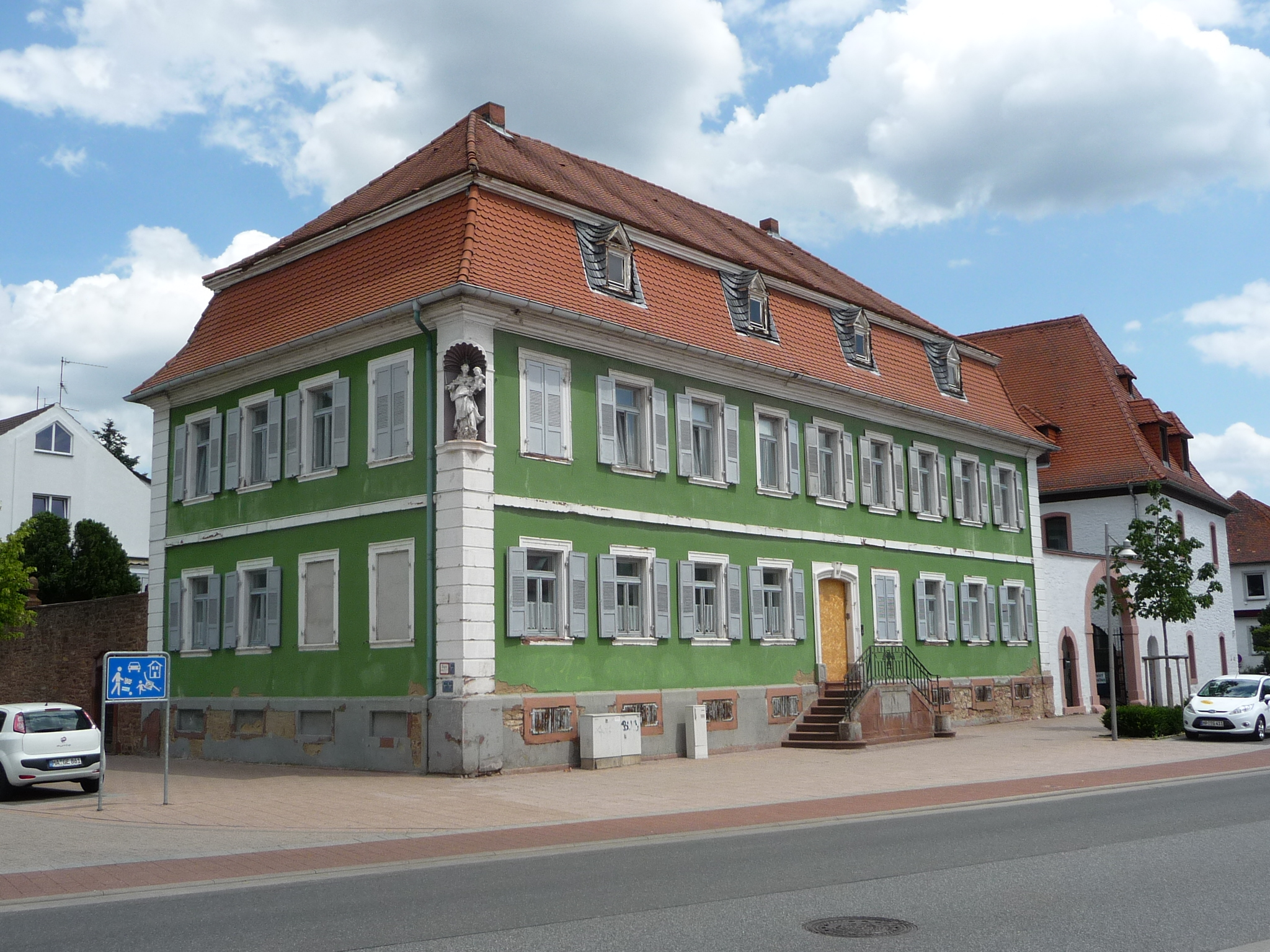
Amt Lampertheim

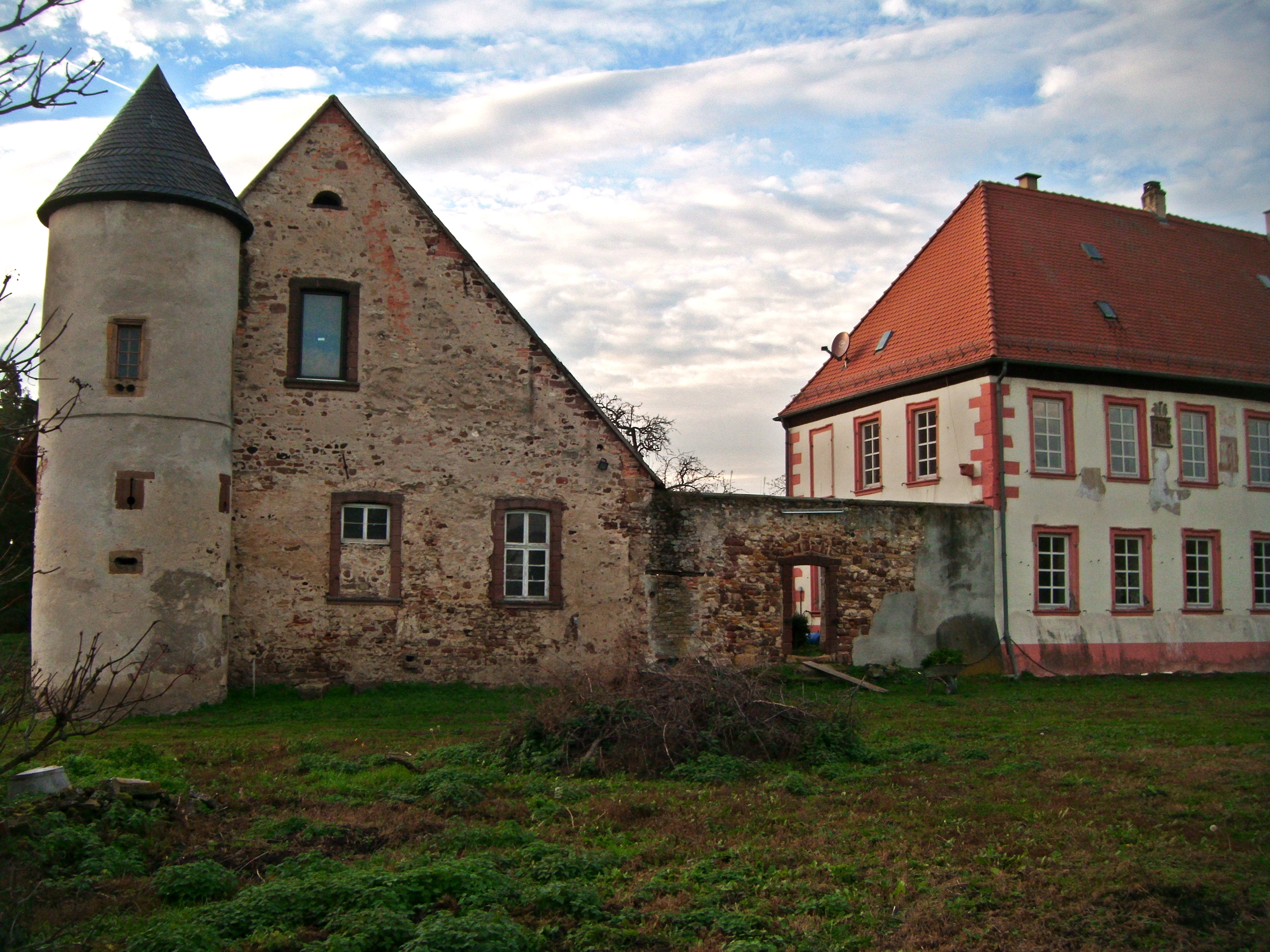
Château épiscopal de Dirmstein, à droite le bâtiment de bureaux de la cave, à gauche un bâtiment de ferme avec la tour des voleurs

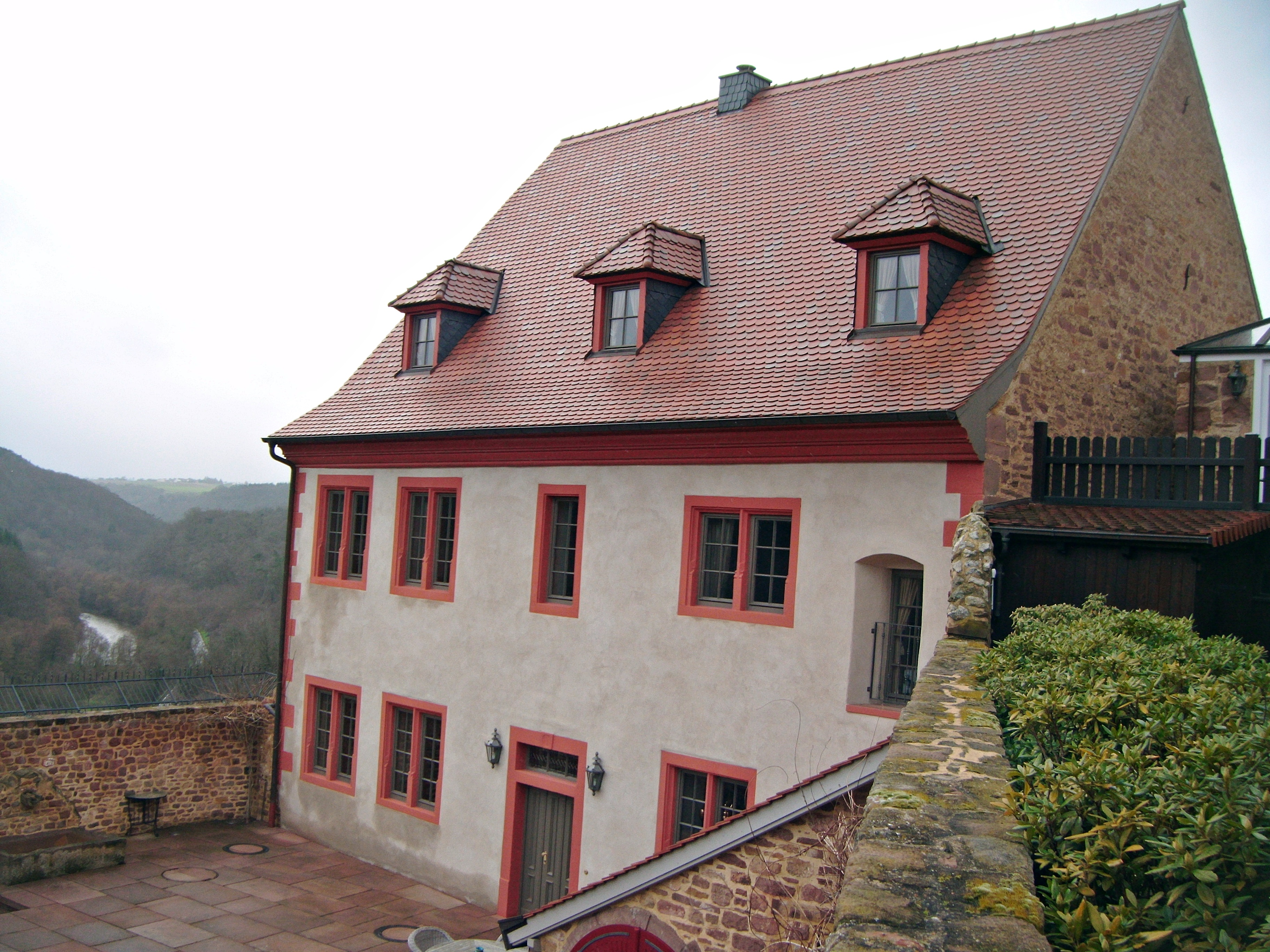
Amt" de la cave épiscopale de Neuleiningen

#### Lampertheim
La cave Lampertheim (également : cave Stein) avait son siège officiel au bureau des loyers de Lampertheim administrant les communes :
- Lampertheim
- Hofheim
- Nordheim

#### Horchheim
La cave de Horchheim administre les villages suivants :
- Horchheim
- Weinsheim
- Wiesoppenheim
- Roxheim
- Bobenheim am Rhein
- Mörsch

#### Dirmstein
La cave Dirmstein était située au château épiscopal de Dirmstein (le bâtiment de l’Amt est encore conservé.). L’Amt de Dirmstein comprenait les communautés :
- Dirmstein
- Laumersheim
- Beindersheim

#### Neuleiningen
La cave Neuleuningen résidait dans le Bischöfliche Kellerei Neuleiningen et comprenait les communautés :
- Neuleiningen
- Hettenheim
- Leidelheim
- Ramsen

#### Neuhausen
L’Amt de Neuhausen était responsable des trois lieux cédés au XVIIIe siècle au Hochstift par le Palatinat du Rhin :
- Neuhausen
- Rheindürkheim
- Klostergut Liebenau

#### Neckarsteinach
L’Amt Neckarsteinach était le Condominium du Hochstift Worms et du Hochstift Speyer.